# آلن اودی
آلن اودی (انگلیسی: Alan O'Day؛ ۳ اکتبر ۱۹۴۰ – ۱۷ مهٔ ۲۰۱۳) یک موسیقی‌دان اهل ایالات متحده آمریکا بود. وی بین سال‌های ۱۹۶۲ تا ۲۰۱۳ میلادی فعالیت می‌کرد.